# Allocolaspis
Allocolaspis là một chi bọ cánh cứng trong họ Chrysomelidae.
Chi này được Bechyne miêu tả khoa học năm 1950.

## Các loài
Chi này gồm các loài:
- Allocolaspis mariara Bechyne, 1997